# Brownie (folclore)

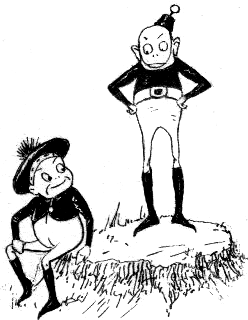

Nel folclore inglese e scozzese, i brownie o broonie (detti anche ùruisg o brùnaidh in lingua gaelica scozzese) sono creature fantastiche simili a folletti. Si possono considerare l'analogo anglosassone dei tomte scandinavi, dei domovoj russi o dei coboldi tedeschi.
La tradizione vuole che i brownie vivano nelle case degli esseri umani e, nottetempo e di nascosto, si occupino delle faccende domestiche in cambio di piccoli regali, di cibo (in particolare porridge, miele, burro e panna), o in generale di un occhio di riguardo nei loro confronti. In molte dimore tradizionali inglesi al "brownie" o "ùruisg" di casa veniva riservata una sedia accanto al camino, talvolta addirittura un'intera stanza.
Come molti altri folletti, i brownie sono rappresentati come esseri dal carattere difficile, suscettibili, e propensi, se contrariati, a diventare vendicativi. In particolare, non apprezzano che si alluda a un "pagamento" per i loro servigi; il rapporto con i padroni di casa deve rimanere su un piano di disinteressata, reciproca cortesia. Secondo alcune fonti, detestano anche ricevere in dono cose costose come abiti di lino; amano invece formaggi e latticini.
L'aspetto esteriore dei brownie non è ben definito, come per altre creature del folklore inglese e irlandese (per esempio i leprechaun). Sono talvolta descritti come ometti gioviali, senza capelli, che indossano vestiti trasandati e hanno lunghi bastoni da passeggio. Altre rappresentazioni li ritraggono come piccoli (circa 1m) e con orecchie a punta, e vestiti di marrone, come la loro pelle. L'aspetto dei brownie cambia da città a campagna: i brownie di città non hanno le dita e i brownie di campagna non hanno il naso. In ogni caso, non tutte le persone sono in grado di vederli, ed è estremamente raro che un brownie interloquisca con un essere umano.
Sebbene siano principalmente elfi domestici, i brownie si spingono anche nei luoghi aperti, in particolare allo scopo di tenere grandi assemblee, in cui parlano concitatamente, ad alta voce, spesso presso cascate e torrenti; cosicché le loro voci si sovrappongono e si confondono con il frastuono dell'acqua. Alcuni nomi scozzesi di "brownie" rimasti nel folklore contengono riferimenti a questo genere di assemblee (per esempio "Brùnaidh an Easain", brownie della cascatella). È possibile che questo aspetto del mito riconduca a una derivazione della figura del brownie da più antichi "spiriti dei torrenti"; oppure che queste due figure leggendarie, originariamente forse distinte, siano confluite in un secondo tempo.